# Camil Petrescu
Camil Petrescu (Bucarest, 9 de abril de 1894 - Bucarest, 14 de mayo de 1957) fue un escritor rumano, considerado uno de los novelistas más importantes del siglo XX en Rumanía. Fue además un reconocido dramaturgo y poeta.

## Biografía
Petrescu nació el 9 de abril de 1894, hijo de Camil Petrescu (fallecido, según parece, antes del nacimiento del escritor) y de Ana Cheler. Perdió a su madre también a edad muy temprana, y fue criado por otra familia. Estudió en el Colegio San Sava, y luego en el Instituto Gheorghe Lazar, ambos en Bucarest. En 1913 inició estudios de Filosofía en la Universidad de Bucarest. Tras licenciarse, con excelentes calificaciones, fue durante una breve temporada profesor en Timişoara. Completó sus estudios doctorándose con una tesis sobre la Fenomenología de Husserl. 
En 1914 inició su carrera literaria con un breve artículo en la revista Facla, titulado "Femeile şi fetele de azi" ("Las mujeres y las niñas de hoy"), que firmó con el seudónimo de Raul D. Participó como oficial en la Primera Guerra Mundial, entre 1916 y 1918 (sus experiencias bélicas están en el origen de su novela Última noche de amor, primera noche de guerra, que apareció en 1930), que supuso una enorme catástrofe para su país. Cayó herido, pero, tras una breve temporada en un hospital militar, fue enviado de nuevo al frente, donde fue hecho prisionero por los húngaros. En 1918 pudo de nuevo regresar a Bucarest.
En 1920 comenzó a asistir a las reuniones del círculo literario «Sburătorul», presididas por el prestigioso Eugen Lovinescu. En la revista de esta asociación publicó sus primeros poemas. Por entonces conoce también al periodista Nicolae Cocea, que será el modelo para el protagonista de su novela El lecho de Procusto.
Entre 1923 y 1932 publicó cuatro libros de poesía. Tuvo también una exitosa carrera como dramaturgo, publicando y estrenando varias obras teatrales. Su primera novela, Última noche de amor, primera noche de guerra, basada en sus recuerdos de la Primera Guerra Mundial, apareció en 1930. Llamó la atención de la crítica por sus novedosos planteamientos narrativos y tuvo un extraordinario éxito entre el público. En esta novela se pone de manifiesto el interés de Petrescu por la literatura francesa de la época y, muy especialmente, por Marcel Proust, al que Petrescu dedicaría más tarde un ensayo, Nueva estructura y obra de Proust (1935). De hecho, de Petrescu ha llegado a decirse que es "el Proust rumano".
En 1933 apareció su segunda novela, El lecho de Procusto, con una estructura narrativa considerablemente más compleja que la anterior. La publicación de esta obra supuso su consagración definitiva como gran figura de la cultura rumana. Los periódicos se disputaban sus colaboraciones, y en 1939 fue nombrado director del Teatro Nacional de Bucarest, cargo en el que se mantendría durante siete años. 
Tuvo amistad, entre otros, con Mircea Eliade, Emil Cioran y Mihail Sebastian. 
Durante la guerra fue simpatizante del Eje, pero, al concluir la contienda cambió de bando, adhiriéndose incondicionalmente al nuevo régimen comunista, en tanto que otros intelectuales rumanos eran encarcelados o debían emprender el camino del exilio. Empezó una novela sobre la vida de Nicolae Balcescu, un revolucionario del siglo XIX ensalzado por el nuevo régimen, pero no llegó a concluirla. En 1947 fue elegido miembro de la Academia Rumana.
Falleció el 14 de mayo de 1957. Está enterrado en el Cementerio de Bellu de Bucarest.

## Obras

### Novelas
- Ultima noapte de dragoste, întâia noapte de război (1930). Trad. al español como Última noche de amor, primera noche de guerra (2008).
- Patul lui Procust (1933). Trad. al español como El lecho de Procusto (2002).
- Un om între oameni (1953 - 1957, novela inconclusa).

### Relatos
- Turnul de fildeş (1950).

### Poesía
- Versuri. Ideea. Ciclul morţii (1923).
- Un luminiş pentru Kicsikem (1925).
- Transcedentalia (1931).
- Din versurile lui Ladima (1932)-

### Teatro
- Jocul ielelor (1918).
- Act veneţian.
- Suflete tari.
- Danton.
- Mioara.
- Mitică Popescu.
- Bălcescu.
- Caragiale în vremea lui.

### Ensayos
- Teze şi antiteze (1936).
- Modalitatea estetică a teatrului  (1937).
- Husserl - cu o introducere în filozofia fenomenologică, capítulo de la Enciclopedia Filosofică (1938).
- Doctrina substanţei (1940), edición íntegra póstuma (1988).

### Miscelánea
- Rapid Constantinopole - Bioram (1933), notas de viaje.
- Note zilnice (1975), póstumo, diario íntimo, editado por Mircea Zaciu.

## Traducciones al español
- El lecho de Procusto (Patul lui Procust). Traducción de Joaquín Garrigós. Madrid: Celeste, 2002. : 978-84-8211-346-3. Misma traducción en Madrid: Gadir, 2007. ISBN 978-84-936033-4-2.
- Última noche de amor, primera noche de guerra (Ultima noapte de dragoste, întâia noapte de război). Traducción de Joaquín Garrigós. Madrid: Gadir, 2008. ISBN 978-84-96974-14-2.